# Heffingen
Heffingen é uma comuna do Luxemburgo, pertence ao distrito de Luxemburgo e ao cantão de Mersch.

## Demografia
Dados do censo de 15 de fevereiro de 2001:
- população total: 824
  - homens: 407
  - mulheres: 417
- densidade: 61,77 hab./km²
- distribuição por nacionalidade:

| Nacionalidade  | População | %      |
| -------------- | --------- | ------ |
| luxemburgueses | 618       | 75,00% |
| estrangeiros   | 206       | 25,00% |
| - portugueses  | 94        | 11,41% |
| - franceses    | 6         | 0,73%  |
| - italianos    | 20        | 2,43%  |
| - belgas       | 26        | 3,16%  |
| - alemães      | 13        | 1,58%  |
| - iuguslavos   | 4         | 0,49%  |
| - outros       | 43        | 5,22%  |

- Crescimento populacional:

| Ano        | População |
| ---------- | --------- |
| 15/02/2001 | 824       |
| 01/01/2002 | 850       |
| 01/01/2003 | 859       |
| 01/01/2004 | 858       |
| 01/01/2005 | 880       |